# 苏州幼儿师范高等专科学校
苏州幼儿师范高等专科学校是成立于1976年的一所公立高等专科学校，也是全省留有“幼儿师范”字样历史最久的学校，位于江苏省苏州市相城区华元路2号。该校的师范专业有学前教育、音乐教育和早期教育，非师范专业有美术和音乐表演。
现任校长杨建良。